# サイモン&シュスター
サイモン&シュスター（サイモン・アン（ド）・シュスター、英語: Simon & Schuster、略称：S&S）はニューヨーク市に本拠を置くアメリカの親会社で、書籍出版社および多くの出版ブランドからなる出版グループである。1924年に創設され、2023年からコールバーグ・クラビス・ロバーツの傘下になっている。Simon & Schusterは出版グループの出版ブランドの名前でもある。S&Sはペンギン・ランダムハウス、ホルツブリンク/マクミラン、アシェット、ハーパーコリンズとともに英語書籍の「五大出版社」（Big Five）として知られている。

## 歴史とプログラム
サイモン&シュスターは、リチャード・L・サイモンとマックス・シュースターによって1924年1月2日に設立された。同年4月10日に発売された最初の出版物は、鉛筆付きのクロスワードパズルの本であった。この出版社は当初、こうしたパズルブックで大きな成功を収めたが、時間の経過とともに、さまざまな書籍を扱う有名な出版社に発展した。
S＆Sは積極的な広告と新しいマーケティング戦略も商業的成功に寄与した。また売主に未販売本の代金を補償した最初の出版社でもある。 1939年、同社はペーパーバックを市場に投入した最初のアメリカの出版社となった。子会社のPocket Booksは、特にこの目的のために創設したものである。こうした革新的活動は、書籍取引に革命を引き起こしたといえる。
1944年にデパート関係の大物マーシャル・フィールドがこの出版社を買収したが、1957年彼の死後に創業者のサイモンとシュースターは投資家のレオン・シムキン（Leon Shimkin）とジェームズ・M・ジェイコブソン（James L. Jacobs）の援助で会社を買い戻した。1958年、若いマイケル・コーダ（Michael Korda）が出版社で働き始めて、翌年編集長となり、2006年までこの役職を務めた。
1975年にコングロマリットのガルフ+ウエスタンに売却され、この時期多数の小規模出版社の購入により事業は着実に拡大した。1994年、現在はパラマウント・コミュニケーションズ（Paramount Communications）として取引されているコングロマリットが、2006年1月1日の時点で、CBSコーポレーション（旧Viacomの法的後継）とバイアコム（旧名を使用し続ける新しい会社）の2つの新しいグループに分割され、分割以来サイモン&シュスターはCBSコーポレーションの一部であるが、2019年12月から2023年10月まではパラマウント・グローバルの傘下にあった。
S&Sとその子会社は、2016年のデータで、毎年約2000冊の本を出版している。2000年にスティーヴン・キングの『ライディング・ザ・ブレット』（Riding the Bullet）の電子版を独占的に販売する契約で話題をさらった。2013年から電子ブックの公共図書館での貸し出しの実験を始めた。
2020年11月25日、ドイツの世界的メディア企業グループのベルテルスマンは、グループ傘下で米国に本拠を置く大手出版社ペンギン・ランダムハウスによる、サイモン&シュスターの買収を発表した。
プレスリリースによると、ペンギン・ランダムハウスのサイモン&シュスター社買収額は21億7,500万ドルである。ベルテルスマンはサイモン&シュスター社の買収により、グループにとって第2位の規模の米国市場における地位の強化を意図している。規制当局の承認を得ることが前提となるが、ペンギン・ランダムハウスによる買収は2022年に完了する予定。しかし、この取引は、2022年10月31日に米国連邦裁判官フローレンス・Y・パンによって阻止された。
2023年6月、ウォール・ストリート・ジャーナル（WSJ）は、ハーパーコリンズと投資会社コールバーグ・クラビス・ロバーツ（KKR）が同社の潜在的な最有力候補として浮上したと報じられた。2023年8月3日、KKRがパラマウント・グローバルと「事前協議」を行っていると報じられた。2023年8月7日、パラマウント・グローバルはサイモン&シュスターをKKRに16億2000万ドルに売却することに合意したと明らかにした。2023年10月30日に売却が完了した。

## 出版ブランド
サイモン&シュスターは4つの出版ブランドであるSimon & Schuster Adult Publishing、Simon & Schuster Children's Publishing、Simon & Schuster Audio、Simon ＆ Schuster Internationalで構成され、これらはそれぞれの出版社や出版グループを含んでいる。

### Simon & Schuster Adult Publishing
この出版グループは、成人向けの本が掲載されている出版社で構成されている。
- Atria
- Folger Shakespeare Library
- Free Press
- Gallery Books
  - Jeter Publishing
  - Pocket Books
  - Pocket Star – 上記の電子ブック
  - Scout Press
- Howard
- North Star Way
- Scribner
- Simon & Schuster
- Treshold Editions
- Touchstone

### Simon & Schuster Children's Publishing
この出版グループは、子供向けの本が掲載されている出版社で構成されている。
- Aladdin
- Atheneum
- Simon & Schuster Books for Young Readers
- Beach Lane Books
- Little Simon
- Margaret K. McElderry
- Paula Wiseman Books
- Saga Press
- Simon Pulse
- Simon Spotlight

### Simon & Schuster Audio
この出版グループは、オーディオブックの出版社で構成されている。
- Pimsleur
- Simon & Schuster Audio

### Simon & Schuster International
この出版グループは、オーストラリア、カナダ、イギリスの出版社で構成されている。
- Simon & Schuster Australia
- Simon & Schuster Canada
- Simon & Schuster UK
  - Simon & Schuster
  - Simon & Schuster Illustrated
  - Simon & Schuster Children's Books

## 参照項目
- CBSコーポレーション
- パラマウント・グローバル（Paramount Global） - 2019年12月4日以降